# Neil Sandilands
Neil Sandilands est un acteur sud-africain, né le 1er mai 1975 à Randfontein, Gauteng (Afrique du Sud).

## Biographie
Neil Sandilands est né le 1er mai 1975 à Randfontein, Gauteng (Afrique du Sud).
Il a un bachelor en science à l'Université Rand Afrikaans.

## Filmographie

### Cinéma

#### Longs métrages
- 2010 : Jakhalsdans de Darrell Roodt : Dawid le Fleur
- 2012 : One Last Look de Philip Roberts : Frank McCintosh
- 2013 : Die Laaste Tango de Deon Meyer : Capitaine Etlinger
- 2013 : Le Prix de la Liberté (Hoe duur was de suiker) de Jean van de Velde : Reinder Almersma
- 2013 : Die Ballade van Robbie de Wee de Darrell Roodt : Len van Jaarsveld
- 2013 : Musiek vir die Agtergrond de Salmon de Jager : Freddy
- 2019 : Coyote Lake de Sara Seligman : Dirk
- 2019 : Drones (The Drone) de Jordan Rubin : Le contrevenant
- 2020 : La Mission (News of the World) de Paul Greengrass : Wilhelm Leonberger
- 2020 : Frank and Ava de Michael Oblowitz : Zinnemann
- 2021 : Marfa d'Andy Stapp : Norman
- 2022 : Eraser: Reborn de John Pogue : Jan Swart
- 2022 : Wetiko de Kerry Mondragón : Zake Zero
- 2024 : La Planète des singes : Le Nouveau Royaume (Kingdom of the Planet of the Apes) de Wes Ball : Koro (voix et capture de mouvement)
- 2024 : Slay de Jem Garrard : Dusty

#### Courts métrages
- 2012 : The Darkness Is Close Behind de Sheena McCann : Mr Lemoy
- 2013 : Lucy and Janie de Jewel Greenberg : Le père de Lucy
- 2020 : Tarzan: Curse of the Mummy de DeWet Du Toit et Rudolf Du Toit : Anubis

### Télévision

#### Séries télévisées
- 1992 : Konings : Dolf
- 2000 : 7de Laan : Bart Kruger
- 2003 : Proteus : Rijkhaart Jacobz
- 2006 : Orion : Zatopek "Zet" van Heerden
- 2006 : Jozi-H : Un drogué
- 2008 : Feast of the Uninvited : Daantjie van Wyk
- 2010 : Dr House (House M.D.) : Capitaine Vanderhoof
- 2010 : Modern Warfare: Frozen Crossing : Un voyou
- 2011 : Kidnap and Rescue : Sam
- 2013 : Zoochosis : Un scientifique
- 2015 : The Americans : Eugene Venter
- 2016 : Les 100 (The 100) : Titus
- 2016 : Hap and Leonard : Paco
- 2017 : NCIS : Enquêtes spéciales (NCIS) : Hendric Kruger
- 2017 - 2018 : Flash : Clifford DeVoe / Le Penseur
- 2021 : Dam : Bernoldus
- 2021 - 2023 : Sweet Tooth : Général Abbot
- 2022 : Desert Rose : Freddy Greyling

#### Téléfilm
- 2017 : Salamander de Gary Fleder : Jack